# Steenfabriek (Oostrum)

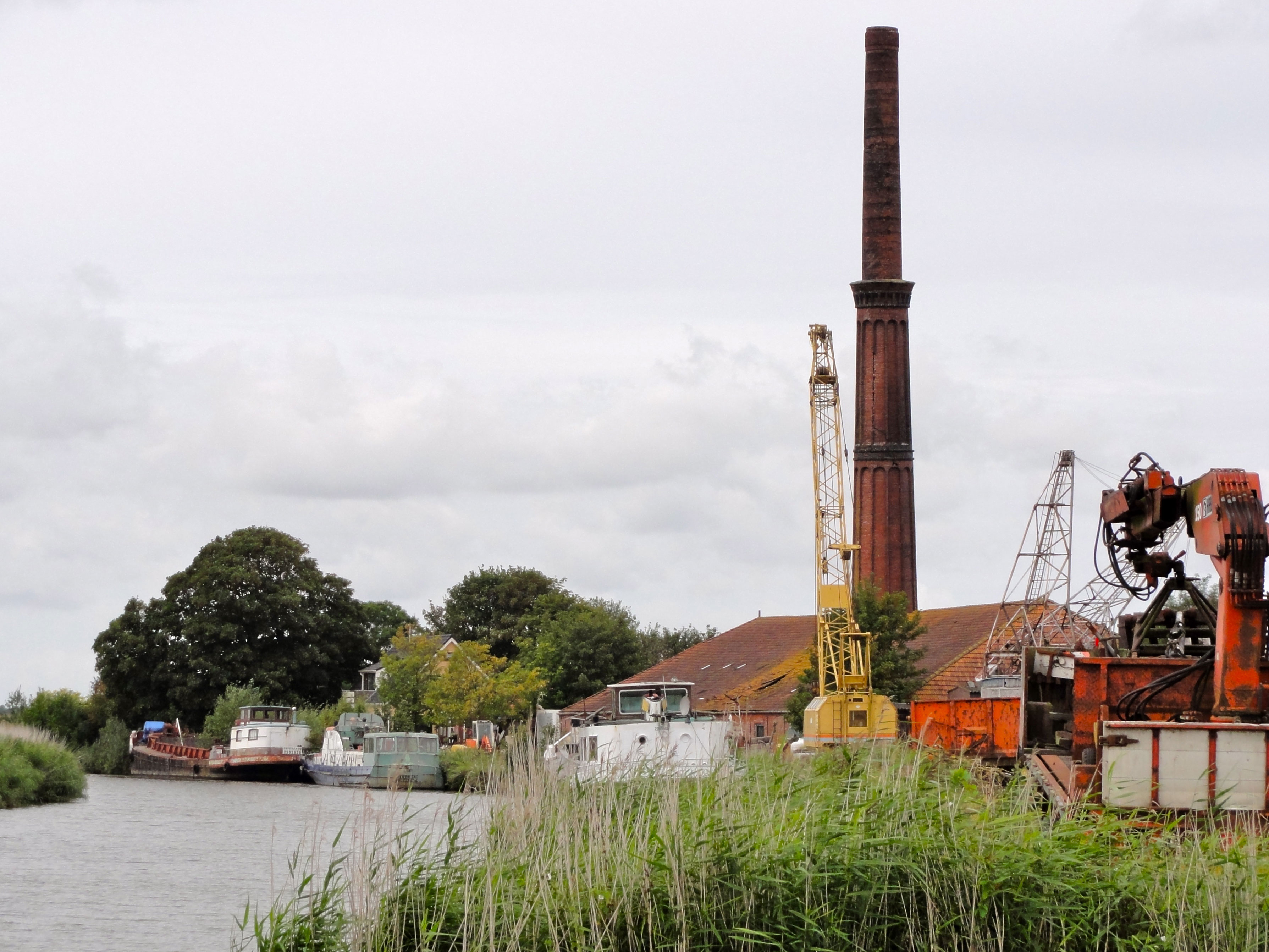
Voormalige steenfabriek aan het Dokkumergrootdiep, nabij Oostrum

De steenfabriek van Oostrum in de Nederlandse provincie Friesland is een voormalige machinale steenbakkerij, gelegen aan het Dokkumergrootdiep.

## Geschiedenis

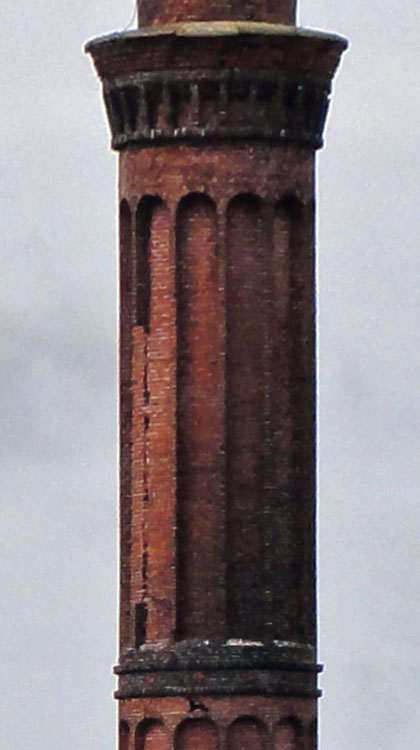
Schoorsteen met gemetselde nissen

Het bedrijf nabij Oostrum werd omstreeks 1872 opgericht door Jan Helder (1842-1906). Na zijn overlijden in 1906 stond het bedrijf bekend onder de naam N.V. Machinale Steenfabriek te Oostrum v/h J. Helder Pzn. Bijna honderd jaar zou het bedrijf aan het Dokkumergrootdiep bakstenen fabriceren. In 1968 werd de steenfabricage beëindigd in het kader van de sanering van de baksteenindustrie in Nederland. Het bedrijfscomplex werd in 1969 ter verkoop aangeboden. Het terrein wordt sindsdien gebruikt als opslagterrein van een aannemer.
Bijzonder is de schoorsteen, waarvan het onderste deel dateert uit 1872. Het onderste deel is versierd met gemetselde nissen (zie detailafbeelding). Oorspronkelijk vormde de kraag van siermetselwerk het einde van de schoorsteen. In 1879 werd de schoorsteen verlengd.
Delen van het fabriekscomplex zijn erkend als rijksmonument en worden gezien als belangrijk industrieel erfgoed. Al in de middeleeuwen was er sprake van het vervaardigen van baksteen in Oostrum. Aan deze traditie kwam in 1968 een einde. De ringoven is een voorbeeld van "een van de vroegste goed werkende ringovens in Nederland". De fabriek is het enige nog vrij gave voorbeeld van zijn soort in Friesland.